# Muqaddam ibn Muafá
Muqaddam ibn Muafá al-Qabrí conosciuto anche come Ben Mocadem de Cabra (Cabra, 847 – 912) è stato un poeta andaluso che visse e morì deceduto durante l'Emirato di Cordova.

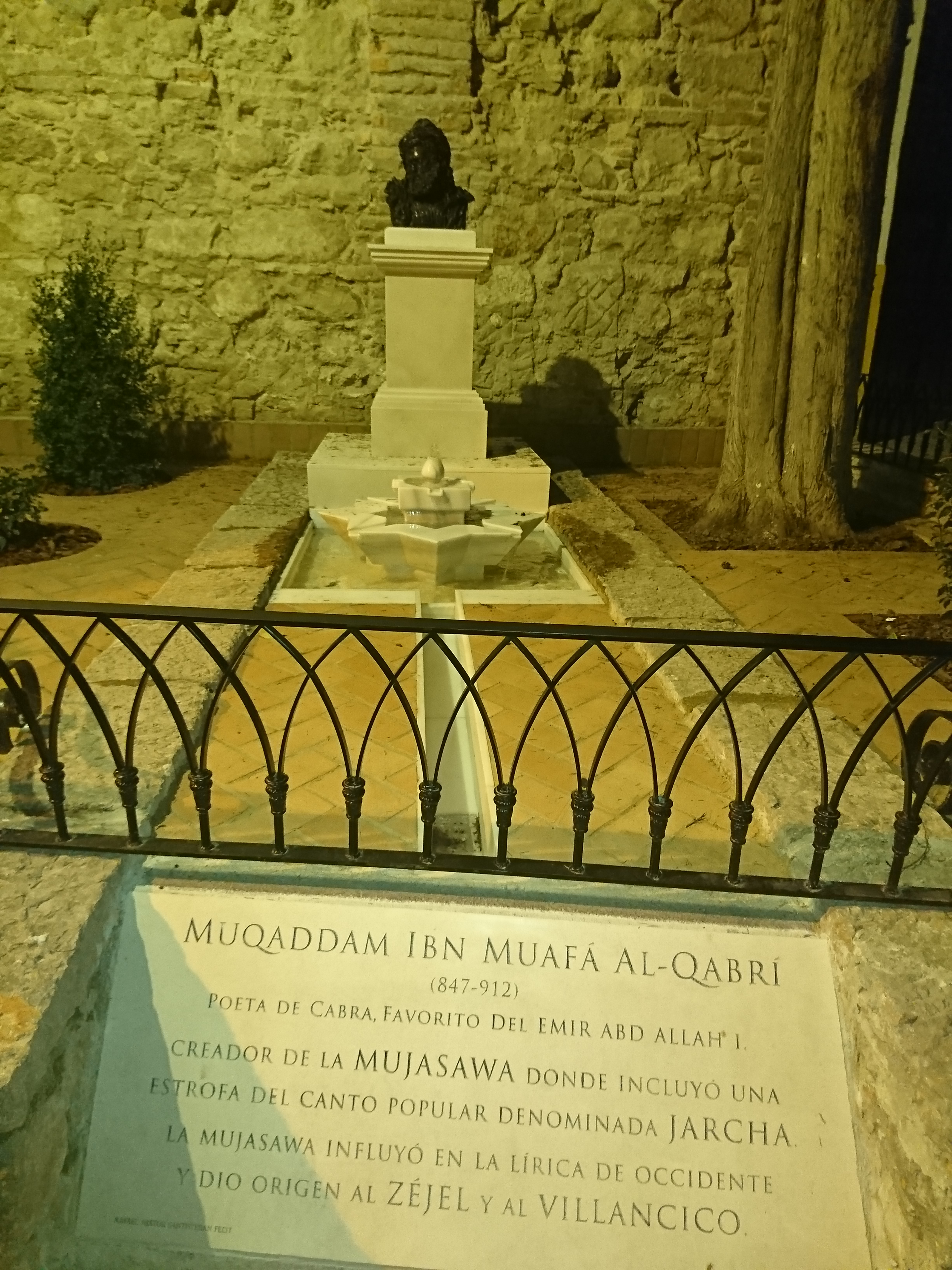
Monumento a Muqaddam ibn Muafá all'ingresso del castello di Cabra

Ci sono pochi documenti sulla sua vita, anche se si conosce che era cieco. 

## Biografia
Si considera l'inventore della moaxaja, dove inserì una strofa denominata jarcha e che successivamente ha dato vita allo zéjel e al villancico nella lírica occidentale. È stato uno dei poeti preferiti dell'emiro Abd Allah I di Cordova. La sua poesia influenzò notevolmente le cantiga di Alfonso X il Saggio, nonché nell'Arcipreste di Hita. Fuori dalla penisola iberica, i suoi versi sono riconoscibili nel provenzale dei Conti di Poitiers. Le sue poesie evolvettero fino a convertirsi in molti dei nostri villancico e copla popolari. La sua lingua era la romanza ispanica e la sua tematica l'amore, i piaceri, la vita o la pietà.